# 柏杨街道 (乐山市)
柏杨街道，是中华人民共和国四川省乐山市市中区曾经下辖的一个街道。

## 行政区划
柏杨街道下辖以下地区：
柏杨社区、茶坊社区、高墩子社区和牛耳桥社区。